# Leopold Graf
Leopold Graf (* 30. März 1904 in Stockach; † 30. April 1987) war ein deutscher Kommunalpolitiker (CDU).

## Leben
Graf absolvierte nach der Volksschule bei Fahr in Stockach eine Lehre zum Modellschlosser. 1926 ging er auf Wanderschaft und wurde im Jahr darauf in Mannheim Sekretär der katholischen Arbeitervereine sowie Leiter der Rechtsauskunftstelle des katholischen Volksbüros. Nachdem das Büro 1935 geschlossen worden war, war er Versicherungsvertreter, ehe er 1938 Versicherungsbezirksdienstleiter wurde. Von 1940 bis 1945 leistete er Kriegsdienst.
Er war bereits 1922 Mitglied des Windthorstbunds geworden und war 1930 Kreistagsverordneter und von 1932 bis 1933 Mannheimer Stadtverordneter für das Zentrum. Nach Ende des Zweiten Weltkriegs war Graf Mitbegründer der CDU in Mannheim. Von 1948 bis 1955 war er Stadtrat. Am 19. Juli 1955 wurde er zum hauptamtlichen Beigeordneten für das Wohnungs-, Versorgungs- und Gesundheitswesen gewählt. Er blieb bis Juli 1961 im Amt und ging dann in Ruhestand.
Graf war Mitbegründer und Aufsichtsratsvorsitzender der Gemeinnützigen Baugesellschaft Familienheim Mannheim und ab März 1958 Vorsitzender des Volksbunds Kriegsgräberfürsorge in Mannheim. Seit 1946 war er Mitglied des Vorstands der Mannheimer Caritas und von 1955 bis 1972 gehörte er dem Kirchensteuerausschuss der Erzdiözese Freiburg an.

## Ehrungen
1969 wurde er als erster in Nordbaden für seine jahrzehntelange, verdienstvolle Mitarbeit in zahlreichen kirchlichen Organisationen und Verbänden von Papst Paul VI. zum Ritter des Silvesterordens ernannt. 1974 wurde ihm das Verdienstkreuz am Bande der Bundesrepublik Deutschland verliehen. Anlässlich seines 80. Geburtstages wurde eine Gedenktafel am Haus Am Brunnengarten 5 enthüllt und das Gebäude mit einer Altentagesstätte und Altenwohnungen Leopold-Graf-Haus benannt.